# Selaginella proniflora
Selaginella proniflora är en mosslummerväxtart som först beskrevs av Jean-Baptiste de Lamarck, och fick sitt nu gällande namn av Bak.. Selaginella proniflora ingår i släktet mosslumrar, och familjen mosslummerväxter. Inga underarter finns listade i Catalogue of Life.